# 緑ケ丘 (調布市)
緑ケ丘（みどりがおか）は、東京都調布市の町名。現行行政地名は緑ケ丘一丁目から緑ケ丘二丁目。郵便番号は182-0001。

## 地理
調布市の東部に存在。
東から時計回りに、世田谷区給田、調布市仙川町、三鷹市中原、三鷹市新川、三鷹市北野、に隣接する。

### 河川
- 仙川

## 交通

### 鉄道
京王電鉄仙川駅が徒歩圏内に存在し、日常的な鉄道利用者を形成している。
| 隣接する街区の駅       |
| ---------------------- |
| 京王線 - 仙川駅(KO 13) |

### バス

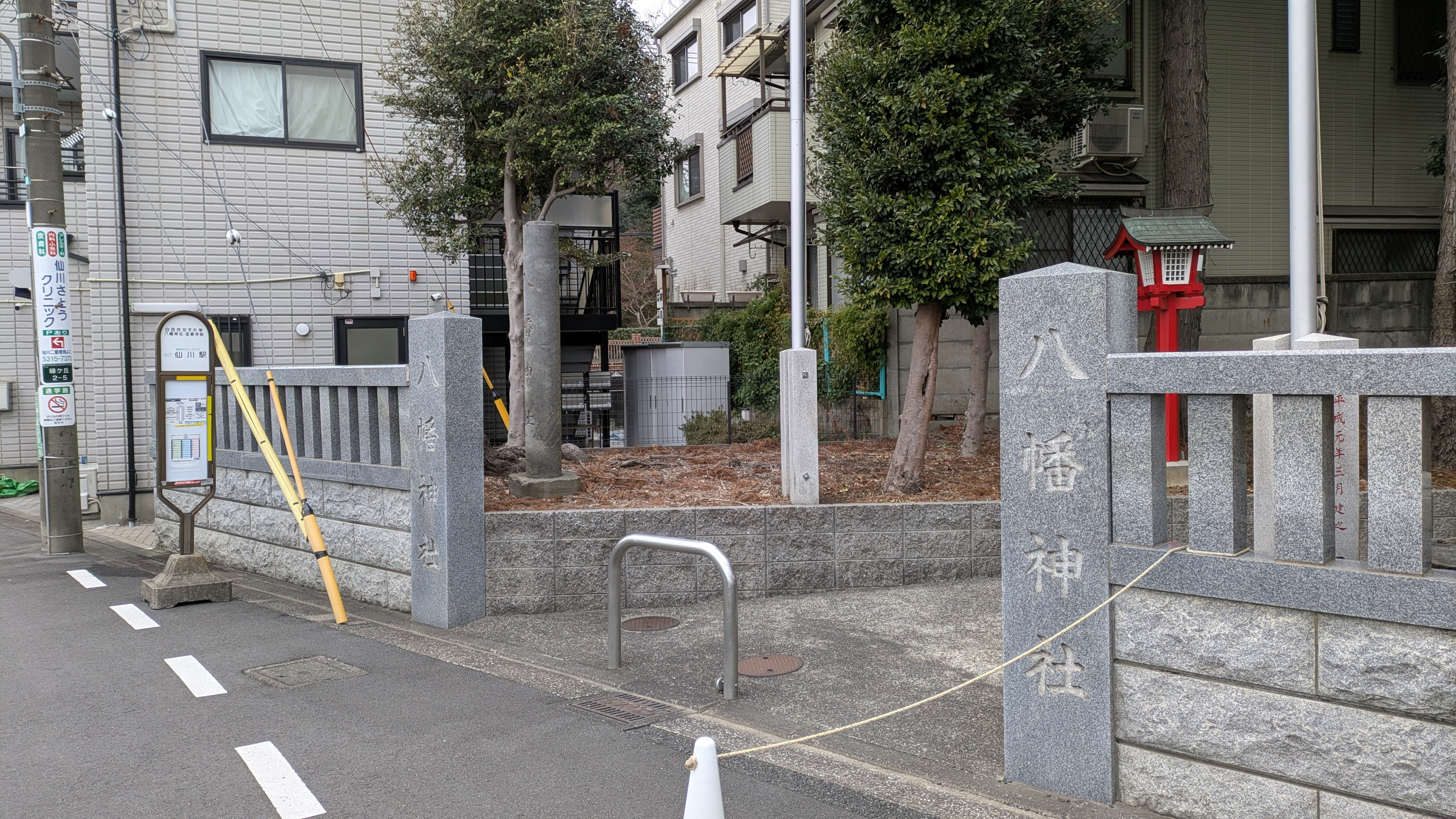
八幡神社入口とバス停

- 小田急バス調布市ミニバス東路線（緑ケ丘循環）

## 施設

### 緑ケ丘一丁目
- 白百合女子大学

### 緑ケ丘二丁目

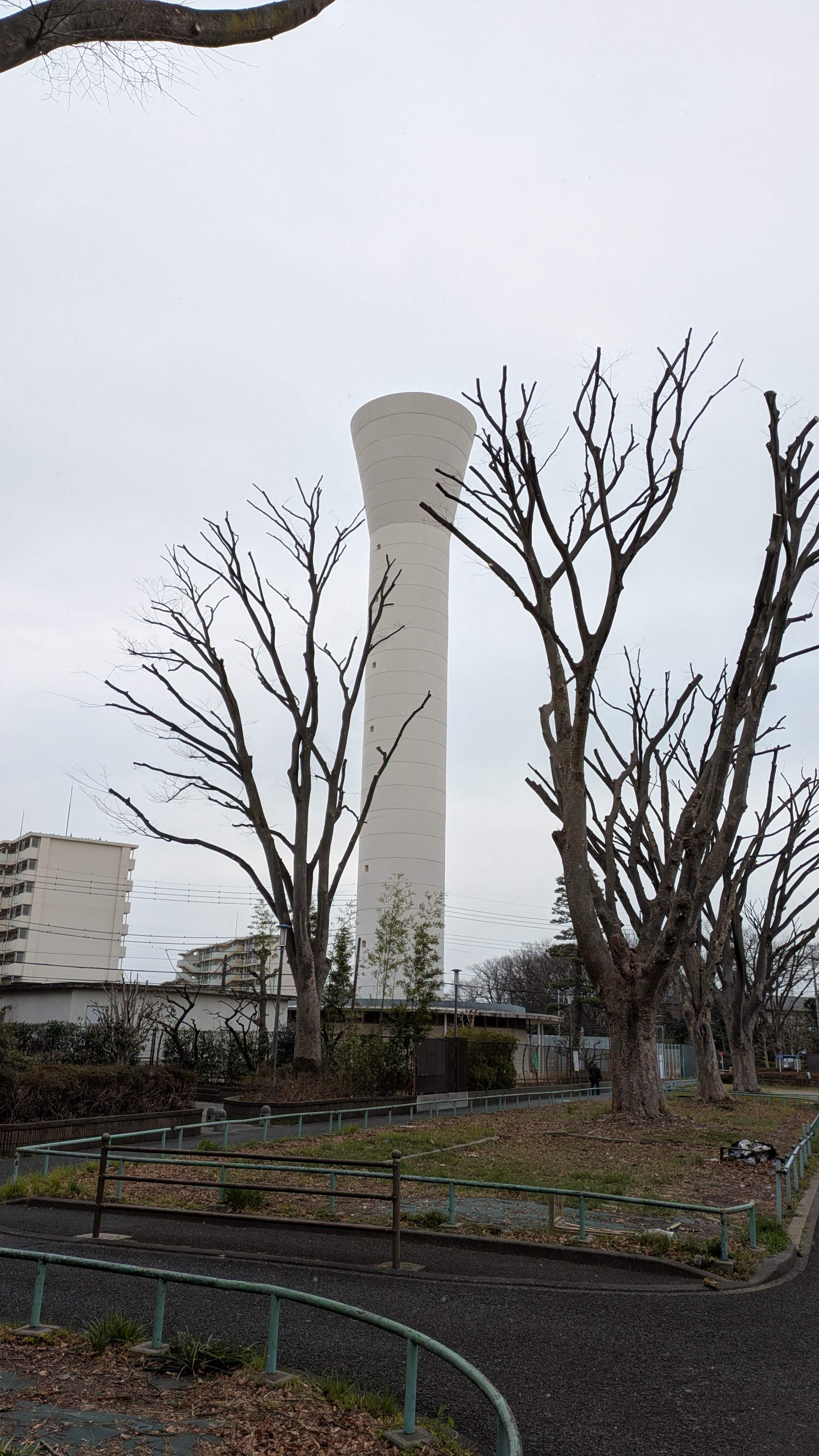
緑ヶ丘団地給水塔

- 調布市立緑ヶ丘小学校
- 緑ヶ丘団地都営仙川アパート
- 調布市立緑ヶ丘小学校

## 緑ケ丘(調布市)を題材・舞台とした作品

### 映画
- クロユリ団地 2013年